# رومون روز
رومون روز (بالإنجليزية: Romone Rose)‏ (19 يناير 1990 بريدنغ في المملكة المتحدة - ) هو لاعب كرة قدم بريطاني في مركز الهجوم. لعب مع كوينز بارك رينجرز ونادي موانغتونغ يونايتد ونيوبورت كونتي وميدنهد يونايتد ‏ وHiston F.C. ‏ وEastleigh F.C. ‏ وStaines Town F.C. ‏ وإيه أف سي ويمبلدون ونادي تشيلتنهام تاون لكرة القدم ونادي نورثامبتون تاون وMarlow F.C. ‏ وهيميل هيمبستيد تاون ونادي ويلدستون لكرة القدم.

## وصلات خارجية
- رومون روز على موقع قاعدة بيانات كرة القدم.إي يو (الإنجليزية)
- رومون روز على موقع Soccerbase.com (لاعب) (الإنجليزية)